# Wilki Morskie Szczecin
King Wilki Morskie Szczecin – polski klub koszykarski ze Szczecina założony w 2004 roku, od sezonu 2014/2015 występujący w Polskiej Lidze Koszykówki. Ze względów sponsorskich od 2016 zespół występuje pod nazwą King Szczecin. Mistrz Polski w 2023 roku, wicemistrz w 2024.

## Geneza koszykówki w Szczecinie
Za początek działalności koszykówki w Szczecinie przyjmuje się rok 1948, gdzie przy Akademickim Związku Sportowym (AZS) powstała sekcja koszykówki z trenerem i zarazem kierownikiem Bronisławem Chybińskim. W 1953 „AZS Szczecin” opuścił II ligę ośrodkową (gdańska). W 1970 sekcja koszykarzy AZS-u została rozwiązana z przerwą do 1982, gdzie na bazie drużyny „AZS Politechniki Szczecin” powstał środowiskowy klub „AZS Szczecin”, który przez wiele lat występował w III lidze. W 1998 „AZS Szczecin” wywalczył awans do II ligi, grając w kolejnych latach, a w sezonie 2005/2006 zajęli ostatecznie siódme miejsce. W 1961 sekcja koszykarzy zafunkcjonowała w Pogoni Szczecin. W 1966 zespół sekcji koszykówki tego klubu uczestniczył w rozgrywkach centralnych (doszło do fuzji Pogoni z Ogniwem). Pierwszy awans do I ligi drużyna zanotowała w 1972. W 1981 klub zanotował sukces sekcji koszykarskiej Pogoni, gdzie drużyna wygrała Puchar Polski. W latach 80. zespół koszykarski Pogoni Szczecin uczestniczył w rozgrywkach II i I ligi. Natomiast w latach 90. klub miał poważne problemy finansowe i w związku z taką sytuacją sekcja koszykarska byłego klubu „Pogoń Szczecin” założyła w roku 1995 własny klub z nazwą „PKK Szczecin”, następnie w 1997 „PKK Warta”, w 1999 na „PKK Szczecin”, w 2001 „SKK Szczecin”, w 2002 na „STK Szczecin”, od 2004 AZS Radex Szczecin, a od roku 2014 w ekstraklasie koszykarskiej uczestniczy zespół „King Wilki Morskie Szczecin”. Koszykarze nie wrócili do nazwy Pogoń, utożsamiając się z nieoficjalnym przydomkiem - Wilki Morskie. Oryginalna nazwa klubu (Wilki Morskie) nawiązuje do określenia jakie przypisywano koszykarskiej sekcji Pogoni Szczecin. Od 8 stycznia 2015 roku w wyniku podpisanego porozumienia klub uzyskał prawo do używania nazwy Pogoń Szczecin.

## Historia Wilków Morskich

### Sekcja męska

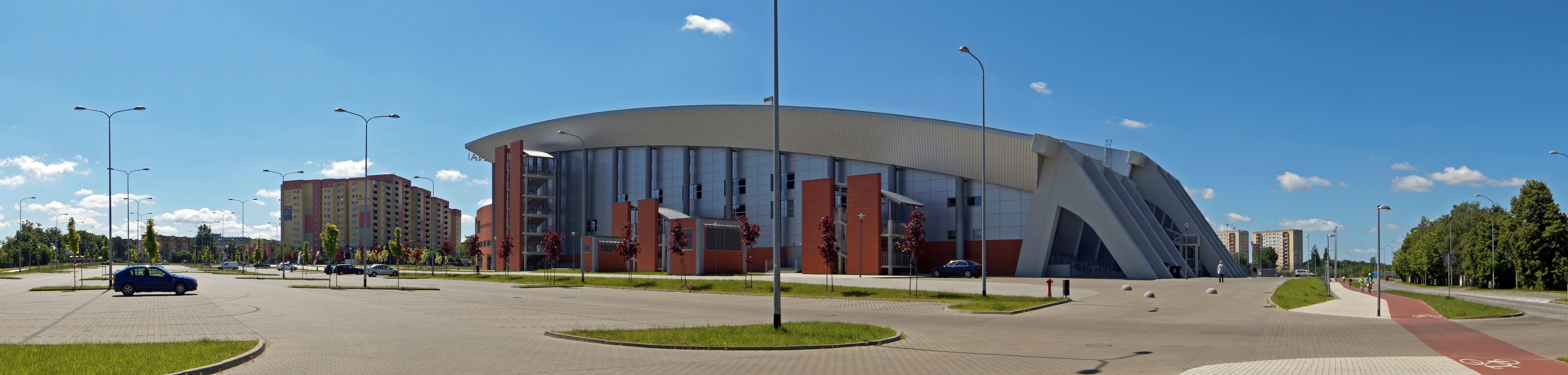
Panorama - Azoty Arena Szczecin

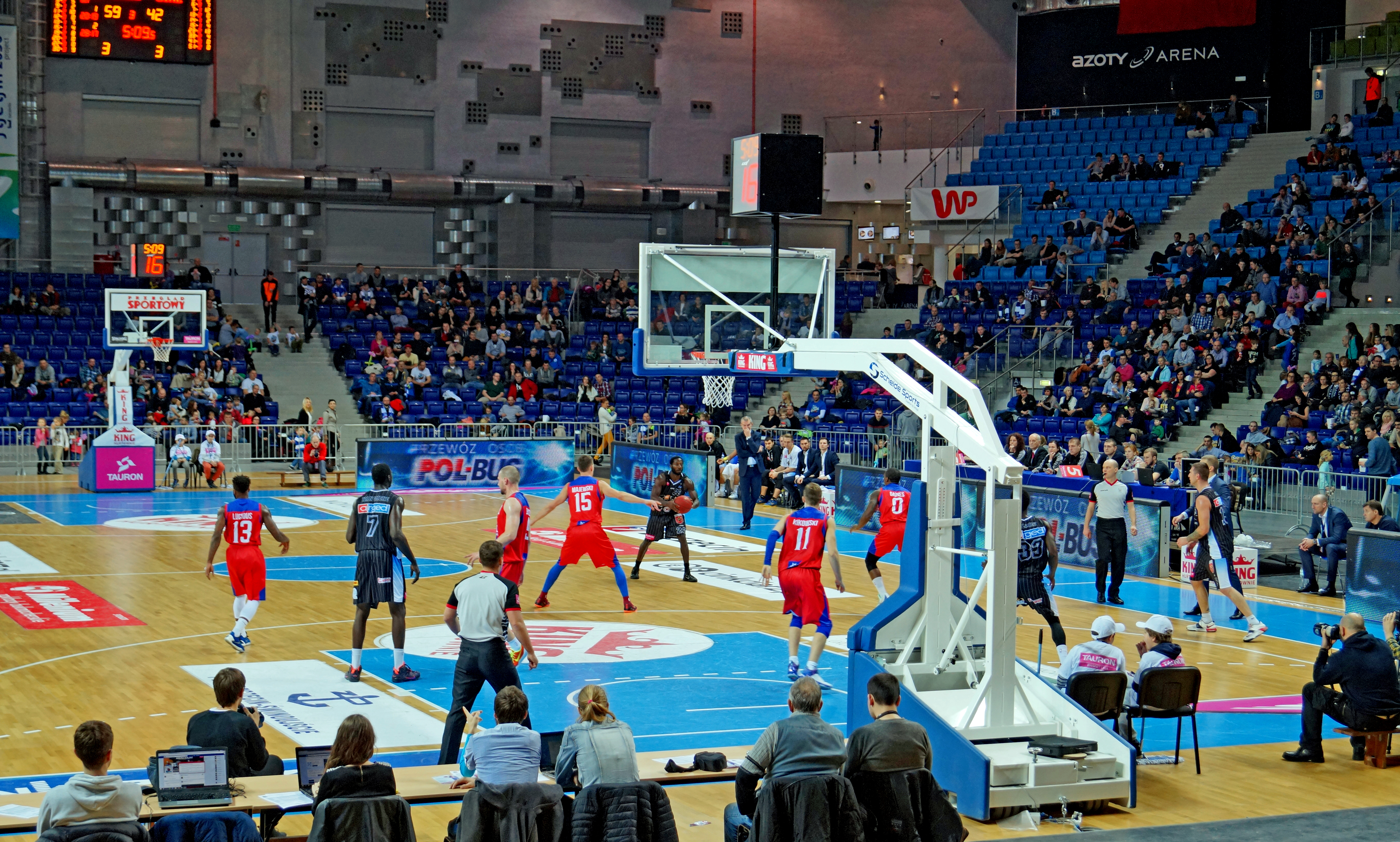
King Wilki Morskie Szczecin vs BM Slam Stal Ostrów Wielkopolski

Wilki Morskie Szczecin zostały założone w 2004 roku. Początkowo klub prowadził wyłącznie grupy młodzieżowe. W kolejnych latach klub zaczął wystawiać drużynę seniorską w rozgrywkach III ligi (zwanej także rozgrywkami o awans do II ligi) – na tym poziomie Wilki Morskie występowały co najmniej od sezonu 2007/2008. W sezonie 2008/2009 Wilki Morskie wycofały się w trakcie sezonu z tych rozgrywek. Powróciły do nich w kolejnym sezonie, gdzie w drużynie tej grał między innymi Tomasz Gielo.
W sezonie 2010/2011 klub zajął w tych rozgrywkach, rywalizując w strefie zachodniopomorskiej, 3. pozycję. Występował w nich także w sezonie 2011/2012, gdy wywalczył awans z rywalizacji strefowej do międzystrefowej, jednak w turnieju półfinałowym o awans do II ligi zajął 3. pozycję i nie awansował do dalszych rozgrywek. Mimo to w sezonie 2011/2012 Wilki Morskie wystąpiły w II lidze, gdzie w grupie A zajęły 10. pozycję. W kolejnym sezonie klub zwyciężył w rozgrywkach grupy A II ligi i awansował do I ligi. 
Po awansie Wilki Morskie połączyły się z AZS-em Szczecin, tworząc wspólnie klub, który pozostał przy nazwie Wilki Morskie Szczecin. W sezonie 2013/2014 Wilki Morskie awansowały do fazy play-off I ligi, jednak w ćwierćfinale przegrały z klubem KKK MOSiR Krosno i odpadły z dalszej rywalizacji. Po sezonie klub otrzymał jednak zaproszenie do udziału w rozgrywkach Polskiej Ligi Koszykówki w kolejnym sezonie, które przyjął. 
Ostatecznie pod koniec lipca 2014 roku Wilki Morskie otrzymały licencję uprawniającą klub do udziału w rozgrywkach najwyższej klasy rozgrywkowej w Polsce w sezonie 2014/2015, w której zadebiutowały 7 października 2014 roku w meczu wyjazdowym ze Śląskiem Wrocław. 26 października 2014 roku Wilki Morskie odniosły pierwszą wygraną w najwyższej klasie rozgrywkowej, pokonując na wyjeździe Anwil Włocławek 74:71. W sezonie 2014/2015 drużyna zajęła 13 miejsce, w 2015/2016 6 miejsce, w 2016/2017 11 miejsce. W sezonie 2017/2018 zespół zajął 7 miejsce, przegrali w play-off ze Stalą Ostrów Wielkopolski; w sezonie 2018/2019 drużyna zajęła 7 miejsce; w sezonie 2019/2020 zespół zajął 8 miejsce; w sezonie 2020/2021 drużyna zajęła 7 miejsce;  w sezonie 2021/2022 zespół zajął 8 miejsce; w sezonie 2022/2023 drużyna zajęła 1 miejsce; w sezonie 2023/2024 zespół zajął 2 miejsce.

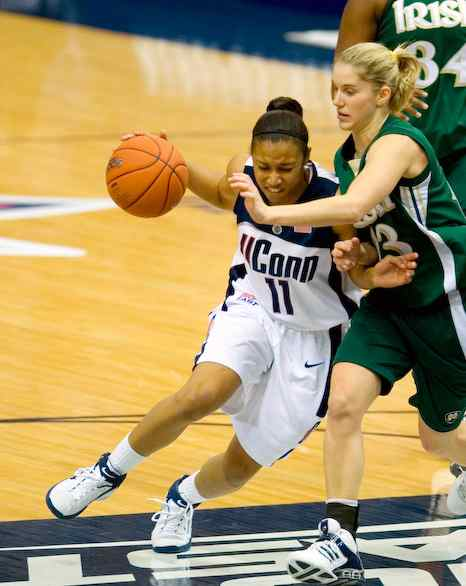
Naketia Swanier

### Sekcja kobieca
Klub posiadał również sekcję kobiecą, która istniała od 2012 do 2014 roku. W rozgrywkach I ligi drużyna opierała się na zespole Kusego Szczecin oraz zawodniczkach krajowych. Trenerem zespołu został doświadczony Krzysztof Koziorowicz. W 2013 roku zespół ten awansował do Basket Ligi Kobiet, klub zakontraktował nowe koszykarki w tym trzy Amerykanki: ReZina TecleMariam, Naketia Swanier, Jasmine Erving oraz polskie zawodniczki: Agnieszka Kaczmarczyk, Natalia Mrozińska, Martyna Cebulska, Julia Adamowicz. 
29 marca 2014 drużyna rozegrała ostatnie spotkanie w Basket Ligi Kobiet w sezonie 2013/14 przegrywając z Energą Toruń 58:62. W sezonie 2013/2014 zespół zajął 6. pozycję. Po sezonie 2013/2014 drużyna kobieca została rozwiązana. W 2017 roku, po trzech latach przerwy, Wilczyce wróciły do ligowego grania w II lidze zachód, w grupie A.. 
W sezonie 2018/2019 drużyna ze względu na kwestie finansowe nie przystąpiła do rozgrywek I ligi co potwierdził w mediach prezes klubu Marek Żukowski.

## Wilki Morskie 2018/2025

### Kalendarium, wydarzenia (2018/2020)
Na sezon 2018/2019 najlepszy polski strzelec EBL Paweł Kikowski podpisał kontrakt z klubem, w którym jest od 2014 w ekstraklasie (z krótką przerwą na kilka meczów w lidze włoskiej), przedłużył umowę na najbliższe trzy sezony. Drużynę prowadzi trener Mindaugas Budzinauskas, który w okresie przygotowawczym do sezonu 2018/2019 musiał tymczasowo opuścić zespół ze względu na onkologiczne problemy zdrowotne. Zastępuje go asystent Łukasz Biela. 23 września 2018 roku Wilki Morskie wygrały w Stargardzie Memoriał Romana Wysockiego pokonując w finale Spójnię Stargard 77:70. Paweł Kikowski został wybrany najlepszym graczem finału. Statuetkę MVP turnieju otrzymał Martynas Paliukenas. 6 października 2018 roku podczas inauguracji sezonu 2018/2019 Energa Basket Ligi King Szczecin pokonał w Stargardzie Spójnię Stargard 95:64. 23 listopada 2018 szczecinianie przegrali na wyjeździe mecz z GKT Gliwice w ramach rozgrywek ekstraklasy 81:95, dotychczas wygrali 4 spotkania przy trzech porażkach. 1 grudnia 2018 King Szczecin w ramach przygotowań do meczu Polpharma Starogard Gdański, rozegrał sparing ze Spójnią Stargard wygrywając 78:71. 5 stycznia 2019 szczecinianie przegrali u siebie z Treflem Sopot. Ostatecznie sezon 2018/2019 zespół szczeciński zajął 7 miejsce, natomiast sezon 2019/2020 ukończył na 8 miejscu. 

### Kalendarium, wydarzenia (2021/2023)

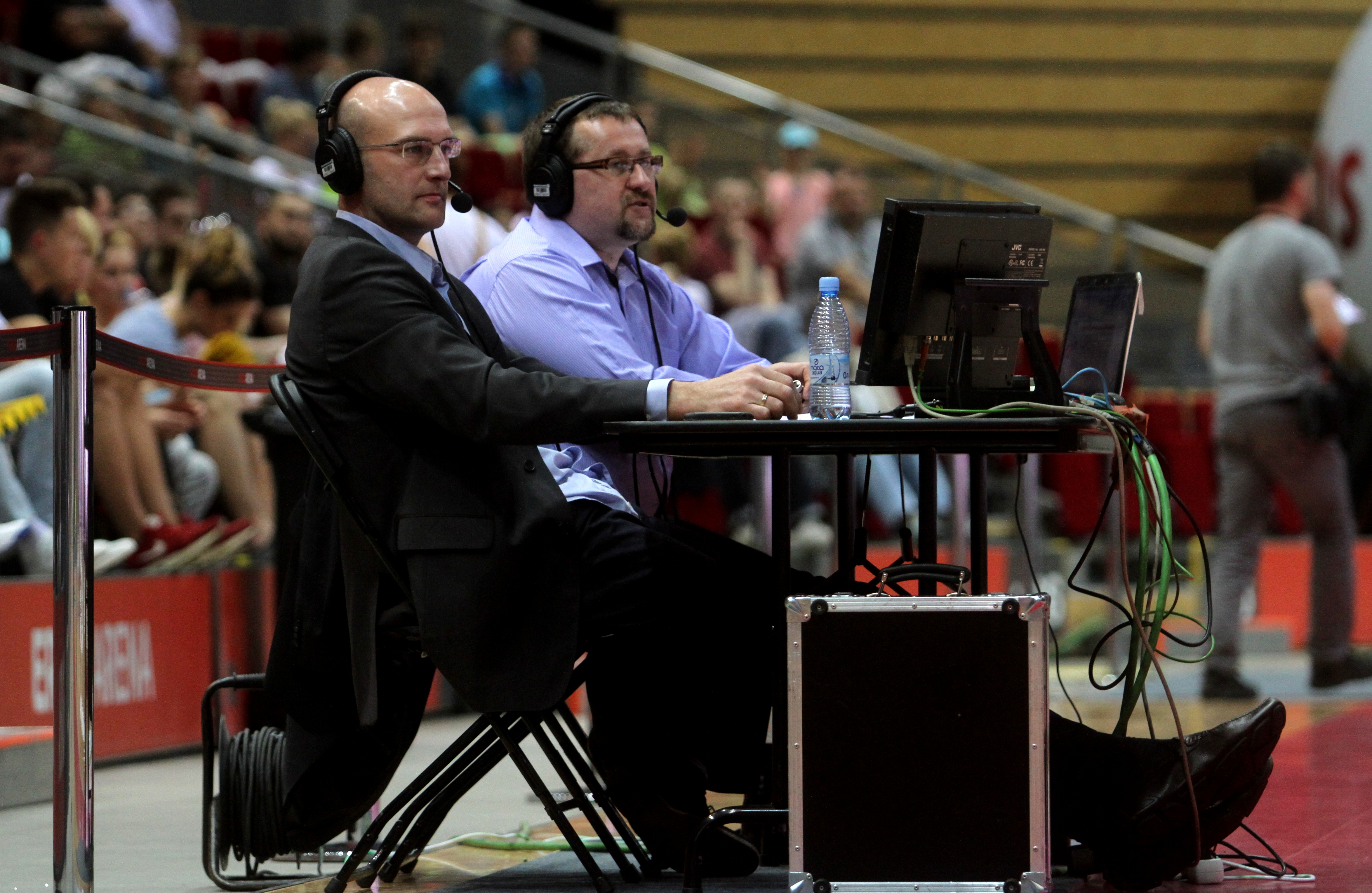
Arkadiusz Miłoszewski jako komentator Polsatu Sport, obecnie trener Kinga

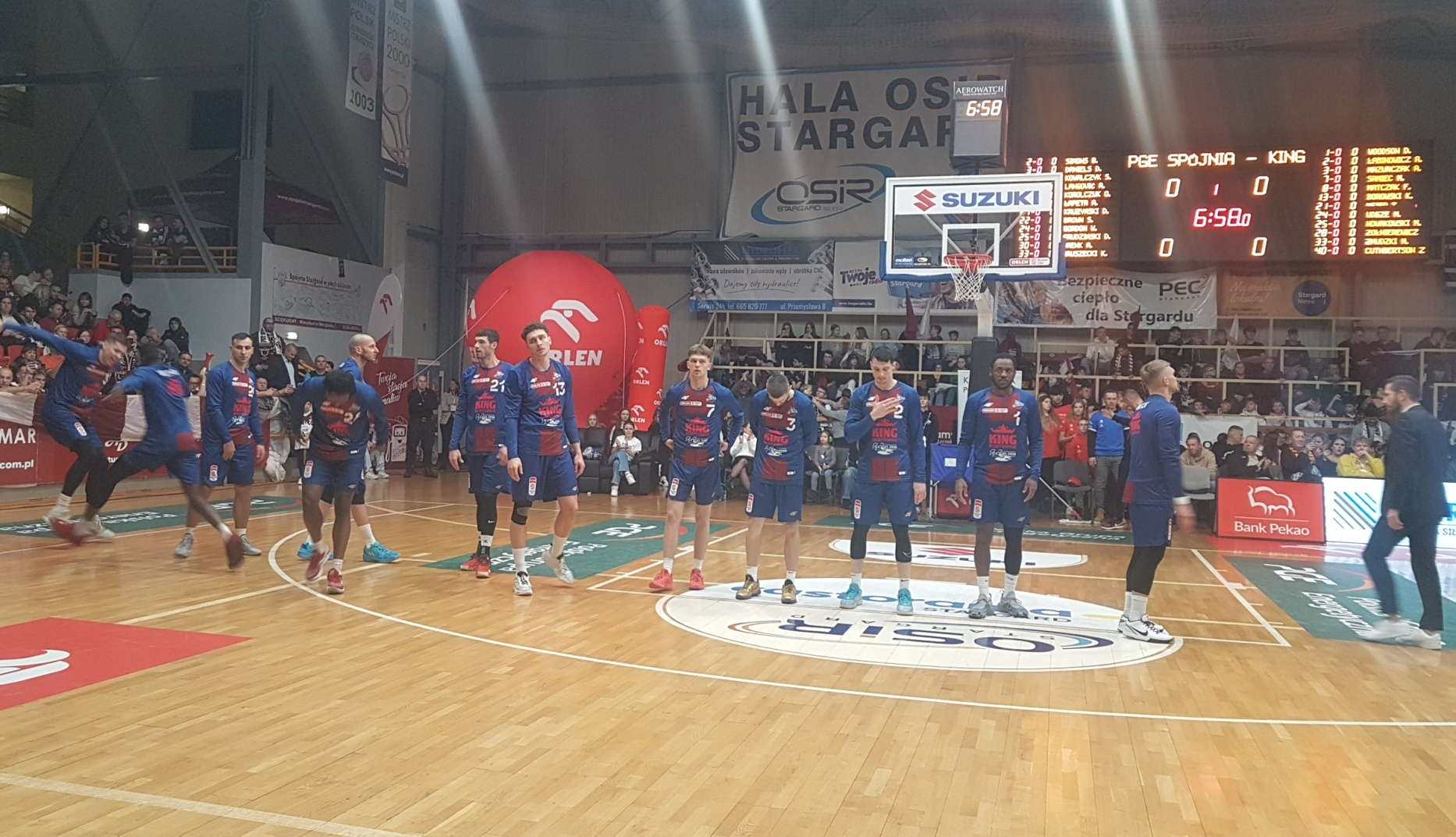
Trener Arkadiusz Miłoszewski poprowadził w Stargardzie drużynę Kinga Szczecin w derbach (02.12.2023)

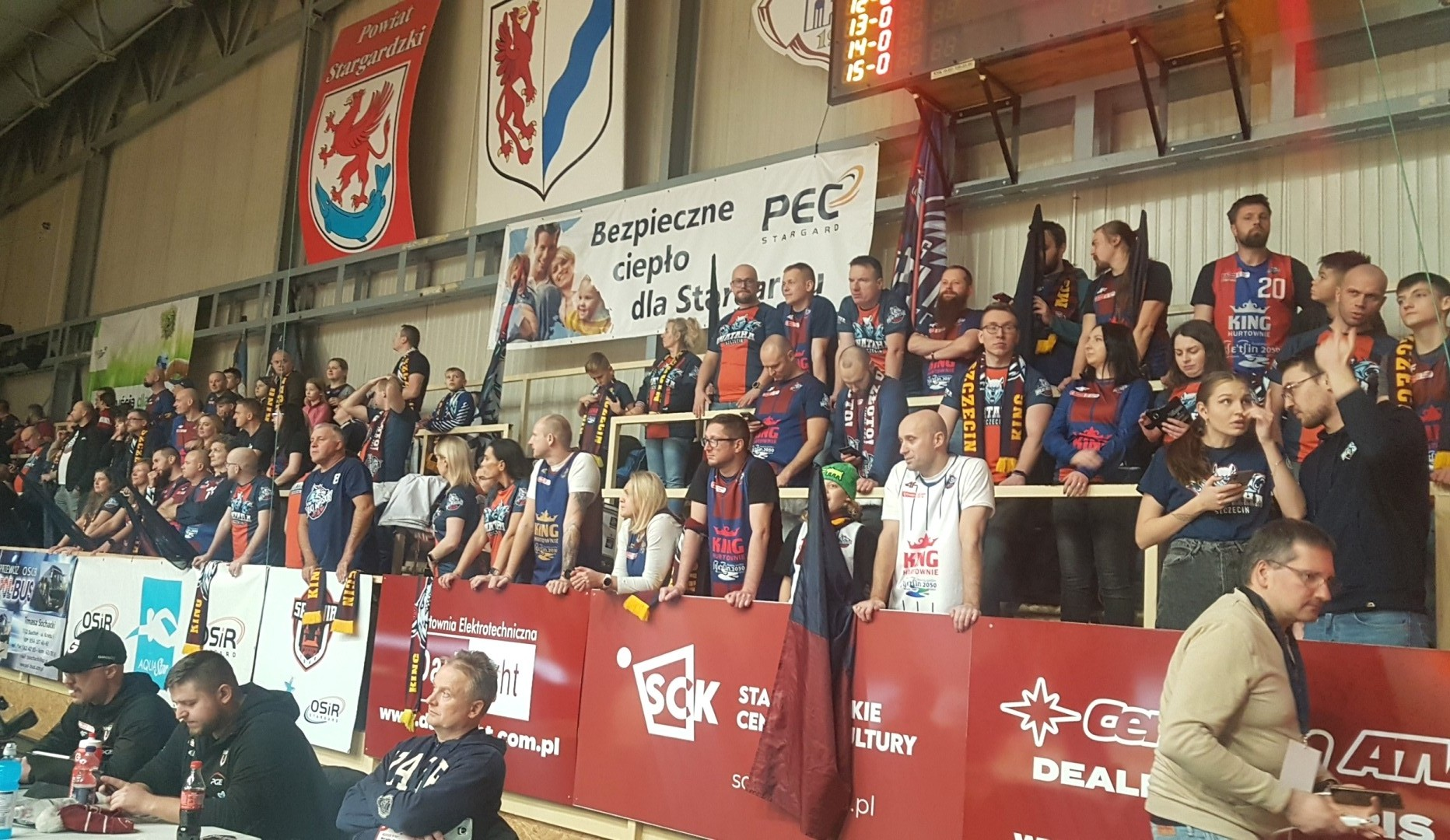
Trener Miłoszewski z kibicami Kinga Szczecin był od 2021 do 2025 (02.12.2023)

Sezon 2020/2021 zespół ze Szczecina zakończył podobnie jak dwa lata wcześniej na 7 miejscu. W następnym sezonie uplasował się na 8 miejscu w tabeli Energa Basket Ligi. Przełomowym sezonem był sezon 2022/2023. Był to pierwszy sezon Kinga Szczecin w europejskich pucharach. Zespół reprezentował Polskę w lidze ENBL. Ostatecznie zajął w niej 4 miejsce, przegrywając w meczu o brązowy medal ze Startem Lublin. Rundę zasadniczą sezonu 2022/2023 EBL King Szczecin zakończył na rekordowym 2 miejscu, mając dokładnie taki sam bilans spotkań jak ówczesny mistrz Polski WKS Śląsk Wrocław. W fazie Play-off King Szczecin pokonał odpowiednio Anwil Włocławek oraz BM Slam Stal Ostrów Wielkopolski i po raz pierwszy w historii zagrał w finale Energa Basket Ligi. W finale spotkały się dwie najlepsze drużyny rundy zasadniczej. Runda finałowa rozpoczęła się 2 czerwca 2023 roku we Wrocławiu, gdzie po dwóch meczach w Hali Stulecia King Szczecin prowadził w rywalizacji 2:0. Trzeci mecz King Szczecin rozegrał 7 czerwca we własnej hali przed kompletem publiczności wygrywając 90-67. Dwa dni później w Netto Arenie King Szczecin przegrał 75-85 i konfrontacja przeniosła się z powrotem do Wrocławia. 12 czerwca Śląsk wygrał u siebie spotkanie i zmniejszył stosunek finałowy na 2:3. 15 czerwca 2023 zespół wygrał spotkanie 92:72 i został pierwszy raz Mistrzem Polski. MVP finałów sezonu 2022/2023 został wybrany zawodnik King Szczecin Bryce Brown. 

### Kalendarium, wydarzenia (2024/2025)

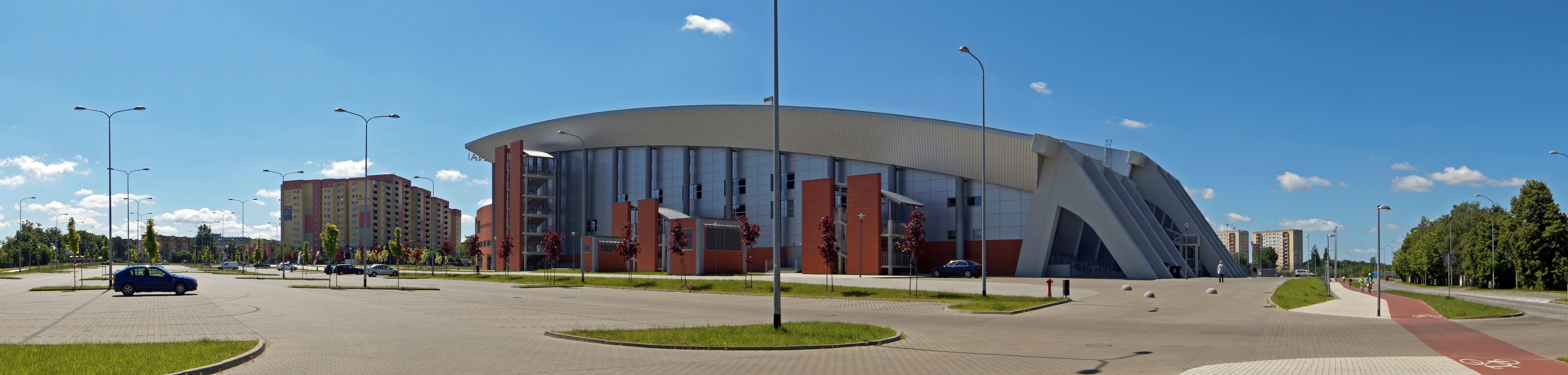
Arkadiusz Miłoszewski był trenerem Kinga Szczecin, trenując i rozgrywając mecze w hali Azoty Arena Szczecin

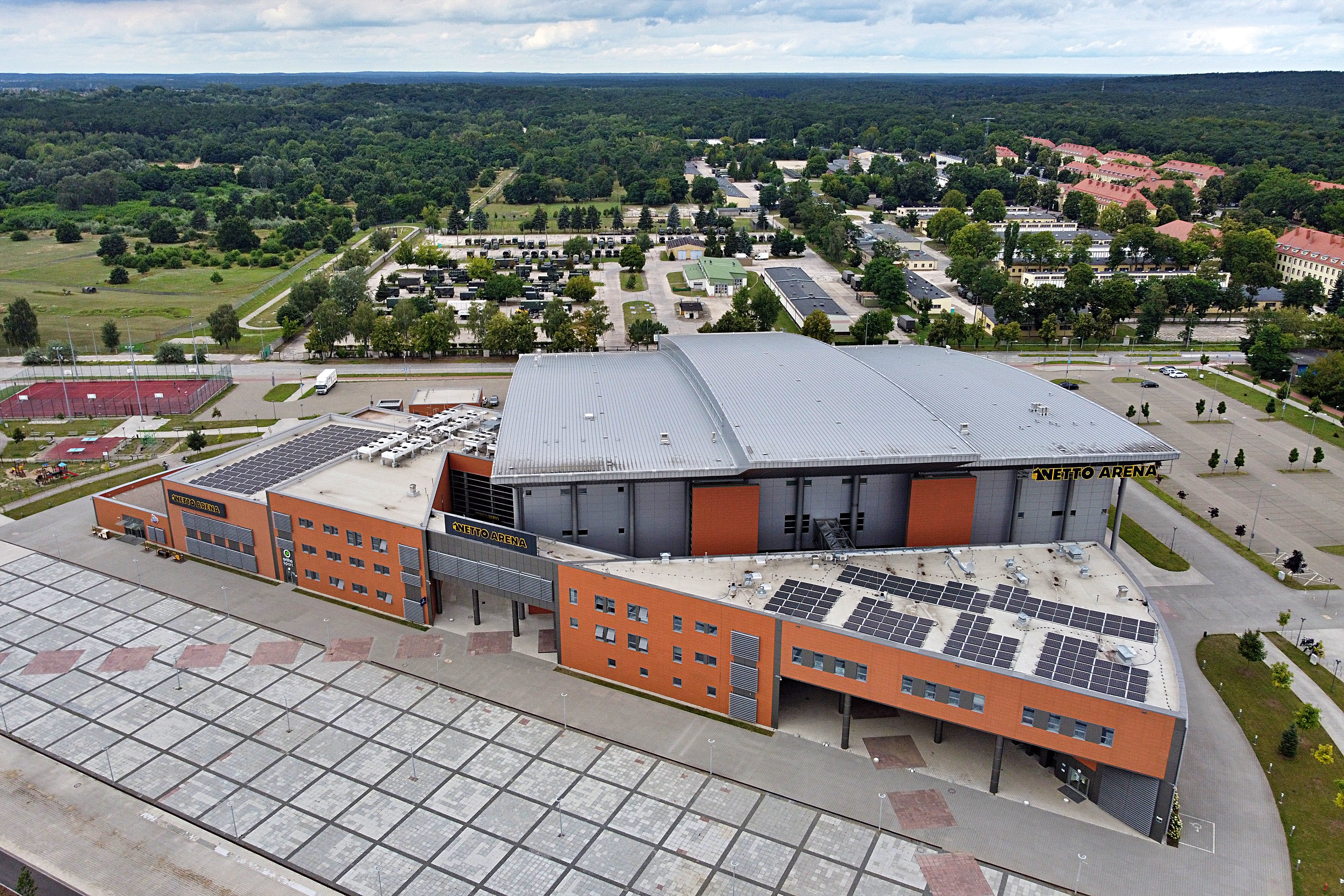
Szczecin, Netto Arena (2024)

Drużyna w sezonie 2023/2024 zajęła II miejsce. 12 września 2024 szczecińska drużyna w ramach przygotowań do sezonu 2024/2025 zajęła I miejsce w XII Memoriale Romana Wysockiego rozgrywanego w Stargardzie wygrywając w finale ze Spójnią Stargard. 1 października 2024 King Szczecin 85:70 w rozgrywkach Koszykarskiej Ligi Mistrzów przegrał w Szczecinie 70:85 z tureckim zespołem Aliaga Petkimspor. 6 października 2024 drużyna zainaugurowała sezon 2024/2025 w wygranym spotkaniu z Górnikiem Zamek Książ Wałbrzych. 17 grudnia 2024 na zakończenie fazy grupowej Ligi Mistrzów King Szczecin przegrał na swoim parkiecie z obrońcą trofeum Unicają Malagą i odpadła z rozgrywek. 22 grudnia 2024 szczecińska drużyna przegrała w Stargardzie z PGE Spójnią Stargard w derbach Pomorza Zachodniego. W sezonie 2024/2025 drużyna zajęła 7 miejsce. Miłoszewski pracował w Kingu prawie 4 lata. W czerwcu 2025 r. trener Arkadiusz Miłoszewski i zawodnik Andrzej Mazurczak po kilkuletniej przerwie powrócili do klubu Orlen Zastal Zielona Góra.

### Skład 2024/2025
Stan na 7 października 2024, na podstawie
| Nr | Poz. | Nar.              | Nazwisko i imię          | Data urodzenia | Wzrost | Masa ciała |
| -- | ---- | ----------------- | ------------------------ | -------------- | ------ | ---------- |
| 21 | PF   | Stany Zjednoczone | Meier, Tony              | 1990-06-03     | 204 cm |            |
| 15 | SG   | Stany Zjednoczone | Whitehead, Isaiah        | 1995-03-08     | 193 cm |            |
| 5  | PG   | Stany Zjednoczone | Myers, Teyvon            | 1994-06-20     | 188 cm |            |
| 7  | PG   | Stany Zjednoczone | Nicholson, Kassim        | 1994-05-28     | 197 cm |            |
| 8  | PG   | Stany Zjednoczone | Woodard, James           | 1994-01-24     | 191 cm |            |
| 27 | C    | Stany Zjednoczone | Brown, Chad              | 1996-09-06     | 206 cm |            |
| 31 | C/F  | Polska            | Kostrzewski, Mateusz     | 1989-09-18     | 202 cm |            |
| 11 | C    | Polska            | Dziewa, Aleksander       | 1997-11-06     | 205 cm |            |
| 3  | PG   | Polska            | Mazurczak, Andrzej       | 1993-12-27     | 188 cm |            |
| ?  | PG   | Serbia            | Novak, Jovan             | 1994-11-08     | 188 cm |            |
| 10 | F    | Polska            | Wójcik, Szymon           | 2001-03-13     | 204 cm |            |
| 28 | G/F  | Polska            | Żołnierewicz, Przemysław | 1995-07-03     | 196 cm |            |
| 12 | PG   | Polska            | Majcherek, Antoni        | 2009-05-01     | 188 cm |            |
| 9  | PG   | Polska            | Kierlewicz, Michał       | 1997-12-05     | 193 cm |            |

Trener:  Arkadiusz Miłoszewski
 Asystenci: Maciej Majcherek

## Składy historyczne

### Skład 2022/2023
Stan na 15 czerwca 2023, na podstawie.
| Nr | Poz. | Nar.              | Nazwisko i imię                | Data urodzenia | Wzrost | Masa ciała |
| -- | ---- | ----------------- | ------------------------------ | -------------- | ------ | ---------- |
| 13 | PF   | Polska            | Borowski (koszykarz), Kacper   | 1994-05-02     | 205 cm |            |
| 11 | SG   | Stany Zjednoczone | Brown, Bryce                   | 1997-07-24     | 190 cm |            |
| 40 | SF   | Stany Zjednoczone | Cuthbertson, Zac               | 1996-12-27     | 201 cm |            |
| 10 | PF   | Stany Zjednoczone | Fayne, Phil                    | 1997-04-15     | 206 cm |            |
| 10 | PG   | Stany Zjednoczone | Hamilton III, George Alexander | 1992-10-05     | 190 cm |            |
| 31 | C/F  | Polska            | Kostrzewski, Mateusz           | 1989-09-18     | 202 cm |            |
| 8  | SG   | Polska            | Matczak, Filip                 | 1993-09-18     | 187 cm |            |
| 3  | PG   | Polska            | Mazurczak, Andrzej             | 1993-12-27     | 188 cm |            |
| 21 | PF   | Stany Zjednoczone | Meier, Tony                    | 1990-06-03     | 204 cm |            |
| 9  | SF   | Polska            | Rosiński, Konrad               | 2003-04-24     | 203 cm |            |
| 18 | SG   | Polska            | Szymański, Konrad              | 2002-01-11     | 190 cm |            |
| 6  | SG   | Polska            | Wiśniewski, Aleksander         | 2003-07-16     | 187 cm |            |
| 33 | C    | Polska            | Żmudzki, Maciej                | 1997-05-12     | 206 cm |            |

Trener:  Arkadiusz Miłoszewski
 Asystenci: Maciej Majcherek

### Sezon 2017/2018
| Nr | Poz. | Nar.              | Nazwisko i imię      | Data urodzenia | Wzrost | Masa ciała |
| -- | ---- | ----------------- | -------------------- | -------------- | ------ | ---------- |
| 3  | PG   | Stany Zjednoczone | Medlock, Carlos      | 1987-04-22     | 183 cm |            |
| 6  | SF   | Litwa             | Jogėla, Tauras       | 1993-05-02     | 203 cm |            |
| 7  | PG   | Polska            | Kowalczyk, Sebastian | 1993-03-25     | 188 cm |            |
| 8  | SG   | Litwa             | Paliukėnas, Martynas | 1993-09-14     | 191 cm |            |
| 11 | SF   | Polska            | Kikowski, Paweł      | 1986-04-27     | 193 cm |            |
| 12 | PG   | Polska            | Majcherek, Maciej    | 1982-02-25     | 184 cm |            |
| 15 | C/F  | Polska            | Bartosz, Mateusz     | 1987-03-29     | 205 cm |            |
| 20 | PF   | Polska            | Diduszko, Łukasz     | 1986-04-08     | 196 cm |            |
| 25 | C/F  | Polska            | Adamkiewicz, Maciej  | 1989-09-12     | 203 cm |            |
| 31 | C/F  | Stany Zjednoczone | Benjamin, Kyle       | 1991-10-28     | 206 cm |            |
| 34 | C    | /                 | Harris, Darrell      | 1984-05-25     | 205 cm |            |
| 92 | SF   | Litwa             | Jonuška, Kostas      | 1992-05-21     | 197 cm |            |

Trener:  Mindaugas Budzinauskas
 Asystenci: Łukasz Biela
W trakcie sezonu odeszli: Jimmy Gavin (5.12.2017), Andriej Diesiatnikow (5.02.2018)

W trakcie sezonu przyszli: Kyle Benjamin (21.02.2018)

### Sezon 2015/2016
(Stan na 17 marca 2018, na podstawie.)

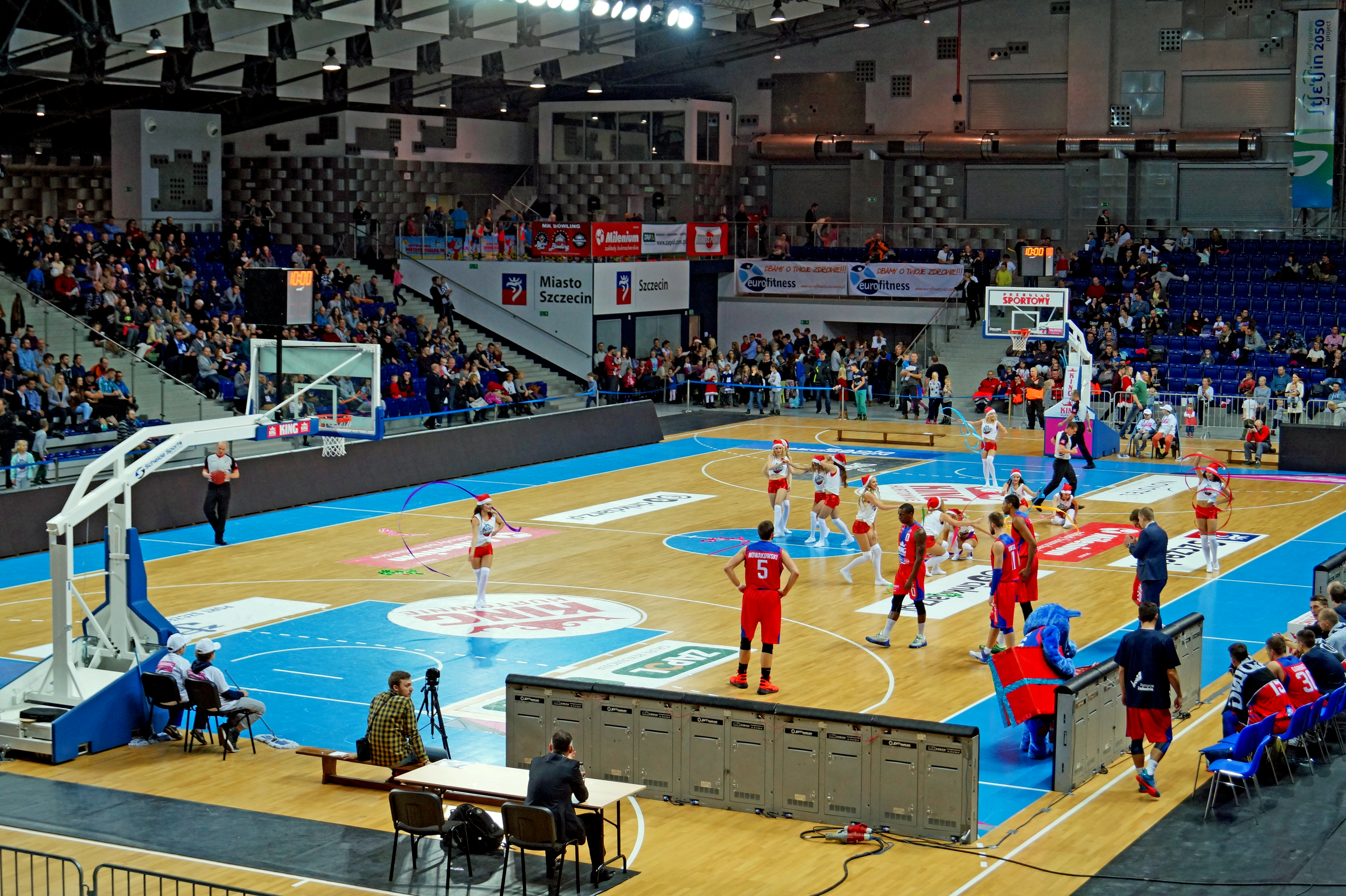
King Szczecin

| Nr | Poz. | Nar.              | Nazwisko i imię    | Data urodzenia | Wzrost | Masa ciała |
| -- | ---- | ----------------- | ------------------ | -------------- | ------ | ---------- |
| 0  | SG   | Stany Zjednoczone | Gaines, Frank      | 1990-07-07     | 191 cm |            |
| 1  | C    | Stany Zjednoczone | Aiken, C.J.        | 1990-09-27     | 204 cm |            |
| 3  | PG   | Stany Zjednoczone | Brown, Brandon     | 1989-08-14     | 180 cm |            |
| 5  | PF   | Polska            | Nowakowski, Michał | 1988-06-18     | 202 cm |            |
| 9  | PF   | Polska            | Leończyk, Paweł    | 1986-10-05     | 204 cm |            |
| 11 | SG   | Polska            | Kikowski, Paweł    | 1986-04-27     | 193 cm |            |
| 12 | PG   | Polska            | Majcherek, Maciej  | 1982-02-25     | 185 cm |            |
| 13 | PG   | Stany Zjednoczone | Lucious, Korie     | 1989-01-05     | 182 cm |            |
| 15 | SF   | Polska            | Majewski, Łukasz   | 1982-10-30     | 200 cm |            |
| 19 | C    | Serbia            | Nikolić, Uroš      | 1987-04-25     | 207 cm |            |
| 20 | PG   | Polska            | Nowakowski, Marcin | 1989-11-09     | 188 cm |            |
| 30 | SF   | Polska            | Garbacz, Jakub     | 1994-03-17     | 196 cm |            |

Trener:  Marek Łukomski
 Asystenci: Łukasz Biela

### Sezon 1992/1993 (rozgrywki w PLK)
Pogoń Szczecin w sezonie 1992/1993 grała w PLK w składzie: 
| Nr | Poz. | Nar.     | Nazwisko i imię          | Data urodzenia | Wzrost | Masa ciała |
| -- | ---- | -------- | ------------------------ | -------------- | ------ | ---------- |
| 9  | O    | Polska   | Bąk, Marcin              | 1972-06-19     | 196 cm |            |
| 18 | O    | Białoruś | Buzliakow, Nikołaj       | 1960-01-01     | 190 cm |            |
| 3  | S    | Polska   | Dubicki, Jarosław        | 1966-01-20     | 200 cm |            |
| 10 | O    | Polska   | Karaś, Andrzej           | 1972-01-20     | 191 cm |            |
| 8  | C    | Polska   | Kicki, Ireneusz          | 1976-10-01     | 203 cm |            |
| 14 | S    | Polska   | Kuligowski, Dariusz      | 1964-04-22     | 196 cm |            |
| 11 | S    | Łotwa    | Laksa, Janis             | 1967-01-01     | 203 cm |            |
| 6  | C    | Polska   | Molski (koszykarz), Adam | 1971-01-09     | 206 cm |            |
| 2  | S    | Polska   | Mrożek, Tomasz           | 1977-07-16     | 199 cm |            |
| 5  | S    | Polska   | Orłowski, Piotr          | 1972-01-01     | 182 cm |            |
| 15 | S    | Polska   | Suski, Paweł             | 1971-12-30     | 198 cm |            |
| 17 | O    | Polska   | Szewczyk, Mirosław       | 1960-01-15     | 192 cm |            |
| 12 | O/S  | Polska   | Weryk, Bartosz           | 1977-01-01     | 197 cm |            |
| 4  | C    | Polska   | Zagórski, Wojciech       | 1975-01-01     | 208 cm |            |

Trener:  Czesław Daś
 Asystenci: ?

## Trenerzy, zawodnicy, działacze 1948-2018

### Trenerzy 1961-obecnie
Trenerami klubów szczecińskich w latach 1961-2018 byli między innymi:
- Roman Wysocki (1961−1963)
- Wacław Pawlik (1963–1966)
- Zdzisław Piotrowski (1967–1971)
- Jerzy Nowakowski (1972–1975)
- Zdzisław Piotrowski (1975–1976)
- Jerzy Plebanek (1976–1978)
- Andrzej Garstka (1978–1980)
- Stanisław Rytko (1980–1984)
- Krzysztof Łukomski (1984–1985)
- Jerzy Nowakowski (1985–1989)
- Czesław Daś (1989–1993)
- Stanisław Rytko (1993−1994)
- Janusz Wierzbicki (1994–1995)
- Grzegorz Chodkiewicz (1995–1996)
- Mirosław Szewczyk (1996–1997)
- Stanisław Koś (1996−1999)
- Jacek Kalinowski (1997–1999)
- Tomasz Kubicki (1999–2000)
- Jurij Selichow (1999–2000)
- Mirosław Szewczyk (1999–2000)
- Jacek Gembal (2000-2000)
- Stanisław Koś (2000–2006)
- Tadeusz Aleksandrowicz (2000–2001)
- Krzysztof Koziorowicz (2000–2001)
- Czesław Daś (2001–2002)
- Tomasz Cichocki (2002-2002)
- Józef Pawłowicz (2002−2003)
- Mirosław Szewczyk (2003–2004)
- Zbigniew Majcherek (2005−2012)
- Wojciech Zeidler (2012-2012)
- Czesław Daś (2012-2012)
- Zbigniew Majcherek (2012−2013)
- Krzysztof Koziorowicz (2013–2014)
- Mihailo Uvalin (2014–2015)
- Marek Łukomski (2015-2017)
- Mindaugas Budzinauskas (2017–2020)
- Łukasz Biela (2020)
- Jesus Ramirez (2020-2021)
- Arkadiusz Miłoszewski (2021-obecnie)

### Zawodnicy 1961-2018
Zawodnikami klubów szczecińskich w latach 1961-2018 byli między innymi:
- Roman Wysocki
- Paweł Waniorek
- Krzysztof Koziorowicz
- Jarosław Dubicki
- Przemysław Frasunkiewicz
- Zbigniew Słomiński
- Wojciech Zdrodowski
- Marek Serafin
- Krzysztof Caboń
- Mirosław Szewczyk
- Waldemar Krasoń
- Grzegorz Warszawski
- Zbigniew Majcherek
- Daniel Blumczyński
- Andrzej Karaś
- Marcin Jakubowski
- Ireneusz Kicki
- Wojciech Królik
- Wojciech Zagórski
- Tomasz Mrożek
- Arkadiusz Poreda
- Maciej Sudowski
- Paweł Suski
- Tomasz Balcerek
- Łukasz Biela
- Damian Jakiel
- Jerzy Koszuta
- Adam Linowski
- Maciej Majcherek
- Jakub Maksymiuk
- Krzysztof Mielczarek
- Łukasz Pacocha
- Karol Pytyś
- Maciej Raczyński
- Igor Trela
- Marcin Zarzeczny
- Tomasz Balcerek
- Maciej Majcherek
- Michał Majcherek
- Jakub Michalski
- Paweł Podgalski
- Stanisław Prus
- Piotr Lesiakowski
- Michał Kupis
- Daniel Witczak
- Maciej Kwietniewski
- Michał Mysona
- Hubert Kwiatek
- Tomasz Wojtalik
- Marcin Wilk
- Krzysztof Wieczorek
- Szymon Osowski
- Krzysztof Mielczarek
- Konrad Koziorowicz
- Tomasz Semmler
- Maciej Sudowski
- Zbigniew Wochna
- Michał Dudek
- Tomasz Gielo
- Rafał Janecki
- Piotr Pluta
- Radosław Bojko
- Karol Nowacki
- Piotr Knowa
- Marcin Flieger
- Igor Trela
- Daniel Danielkiewicz
- Marcin Bąk
- Szymon Szewczyk
- Maciej Nowoświecki
- Jacek Kujawski
- Marek Miszczuk
- Marcin Kowalski
- Marcin Stokłosa
- Jakub Michalski
- Tomasz Mrożek
- Paweł Podgalski
- Sebastian Kowalczyk
- Maciej Adamkiewicz
- Michał Nowakowski
- Paweł Leończyk
- Łukasz Majewski
- Marcin Nowakowski
- Jakub Garbacz
- Łukasz Biela
- Jakub Schenk
- Paweł Kikowski
- Maciej Majcherek
- Mateusz Bartosz
- Łukasz Diduszko
- Dominik Wilczek

### Zawodnicy obcokrajowcy
Obcokrajowcami klubów szczecińskich w latach 1961-2018 byli między innymi:

- Nikołaj Buzliakow
- Jānis Ļaksa
- Igor Lukis
- Lazarus Sims
- Kenny Williams
- Martin Eggleston
- Lee Wilson
- Jerrell Horne
- Nikołaj Tanasiejczuk
- Dwight Stewart
- Wadim Czeczuro
- Oleg Juszkin
- Tommy McGhee
- Aleksiej Prohorenko
- Giennadij Uspienski
- Carlos Medlock
- Darrell Harris
- Martynas Sajus
- Kaspars Vecvagars
- Martynas Paliukėnas
- Tauras Jogėla
- Uroš Nikolić
- Kyle Benjamin
- Witalij Kowałenko
- Travis Releford
- Trevor Releford
- Craig Sword
- Zach Robbins
- Kostas Jonuška
- Korie Lucious
- Russell Robinson
- Jimmy Gavin
- Ovidijus Galdikas
- Andriej Diesiatnikow
- Frank Gaines
- C.J. Aiken
- Brandon Brown
- Taylor Brown
- Salim Hamdaoui
- Zane Knowles
- Tauras Jogėla
- Isaiah Briscoe

## Sukcesy
- Mistrzostwo Polski 
  -  Zwycięzca (1x): 2022/23
  -  Wicemistrz Polski (1x): 2023/24
- Puchar Polski
  -  Finalista (1x): 2025
- Superpuchar Polski
  -  Zwycięzca (1x): 2023
  -  Finalista (1x): 2024

## Przekształcenia

### Przekształcenia sekcji koszykarskiej w szczecińskich klubach (1961-2005)
Sekcja koszykarska w Szczecinie funkcjonowała w następujących klubach z nazwą:

#### AZS Szczecin
- AZS Szczecin (1948-1970) → sekcja koszykarska zafunkcjonowała w „AZS Szczecin” w 1948 ↓
- AZS Szczecin (1982-2006) → sekcja koszykarska na bazie drużyny AZS Politechniki Szczecin zafunkcjonował środowiskowy „AZS Szczecin” w 1982 ↓

#### MKS „Pogoń Szczecin”
- MKS „Pogoń Szczecin” (1961-1995) → sekcja koszykarska zafunkcjonowała w MKS „Pogoń Szczecin” w 1961 ↓

#### „PKK Szczecin”, „PKK Warta Szczecin”, „SKK Szczecin”, „STK Szczecin”, „SKT Wilki Morskie Szczecin”
- „PKK Szczecin” (1995–1998) → sekcja koszykarska zafunkcjonowała w klubie „PKK Szczecin” w 1995 ↓
- „PKK Warta Szczecin” (1998−2000) → sekcja koszykarska przeobraża się w „PKK Warta Szczecin” w 1998 ↓
- „SKK Szczecin” (2000−2002) → sekcja koszykarska zafunkcjonowała w klubie „SKK Szczecin” w 2000 ↓
- „STK Szczecin” (2002–2004) → sekcja koszykarska zafunkcjonowała w klubie w „STK Szczecin” w 2002 ↓
- „SKT Wilki Morskie Szczecin” (2004–2005) → sekcja koszykarska przeobraża się w „SKT Wilki Morskie Szczecin” w 2004 ↓

### Przekształcenia sponsorskie (2005-2018)
- „AZS Radex Szczecin” (2006-2013) → sekcja koszykarska przeobraża się w „AZS Radex Szczecin” w 2006 ↓
- „King Wilki Morskie Szczecin” (2014-2016) → sekcja koszykarska przeobraża się w „King Wilki Morskie Szczecin” w 2014 ↓
- „King Szczecin” (2016- ) → sekcja koszykarska ze względów sponsorskich występuje pod nazwą „King Szczecin” w 2016